# Bildschacherhof
Bildschacherhof ist ein Wohnplatz der Kleinstadt Landstuhl im Landkreis Kaiserslautern in Rheinland-Pfalz.

## Lage
Der Wohnplatz grenzt an die Westpfälzische Moorniederung und befindet sich am nördlichen Fuß des Hörnchenberg. 

## Verkehr
Bildschacherhof ist genauso wie die anderen Stadtteile an den städtischen Busverkehr angebunden, es verkehrt halbstündlich bis stündlich der Sickingen-Bus, sowie die Buslinie 160 (Kaiserslautern-Ramstein) des Verkehrsverbund Rhein-Neckar (VRN).